# Adorján Boldizsár
Adorján Boldizsár (írói álnevein: Ivánfy, Malvina) (Gortvakisfalud, 1820. május 2. – Gortvakisfalud, 1867. július 13.), író, császári és királyi törvényszéki ülnök, Lemouton Emília férje.

## Élete

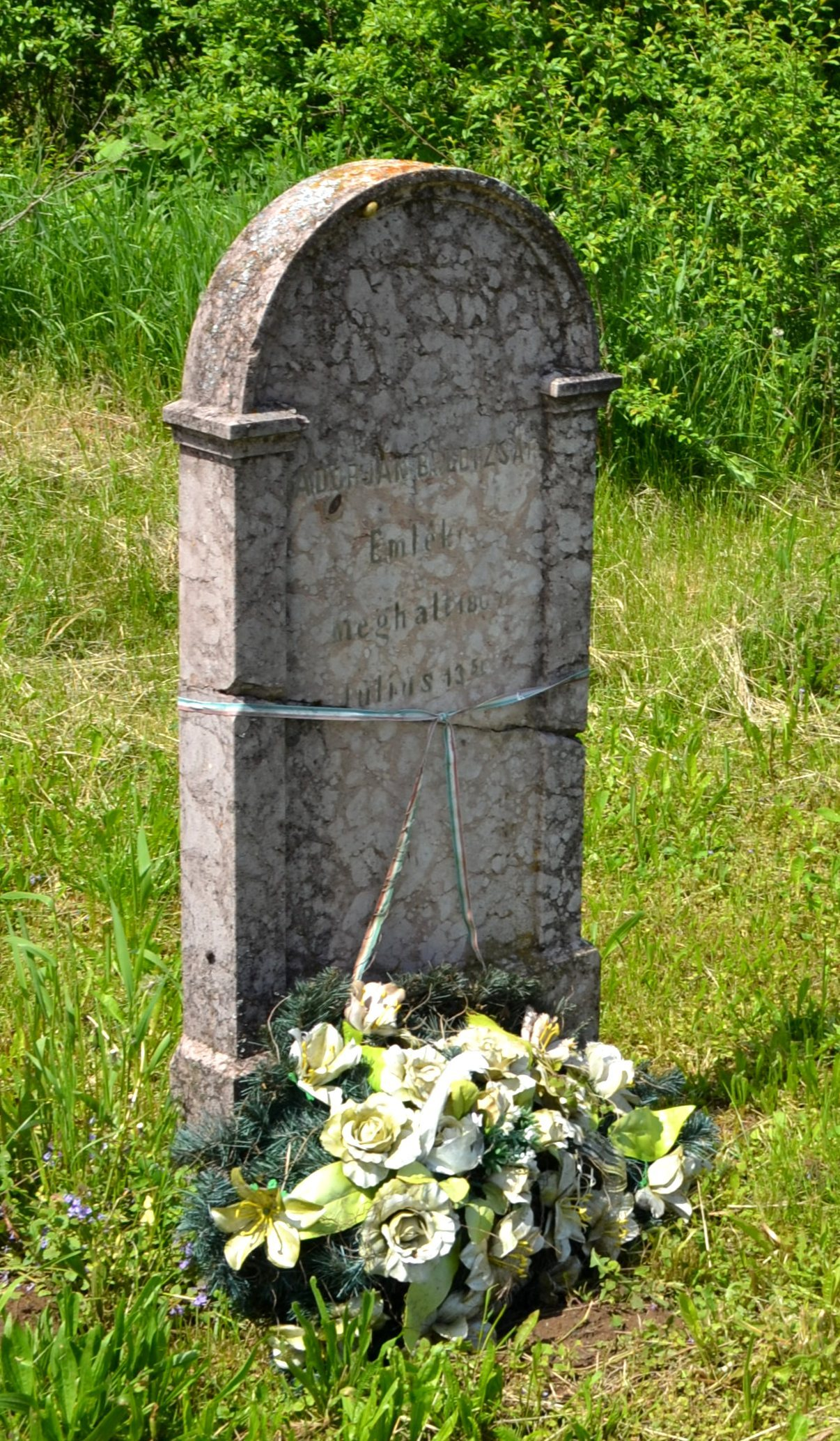
Adorján Boldizsár síremléke Gortvakisfaludon

Az Otrokocs-nemzetségből (kiemelt várjobbágyok) való Adorjánok leszármazottja. Több ezer holddal rendelkező nagybirtokos volt, aki értett a gazdálkodáshoz, emellett azonban jogot végzett és apjához hasonlóan kiváló jogász lett. Csetneken folytatott joggyakorlatot. 1840-ben ügyvédi oklevelet szerzett Pesten és ugyan ebben az évben történt törvényszéki ülnökké való kinevezése is. 1850-ben a császári és királyi törvényszék tagja, rögtönítélő bírósági ülnök, 1854-ben igazságügyi tanácsos volt, 1867-ben táblabíróként lépett apja nyomdokaiba. Az abszolutizmus idején, mint császári törvényszéki ülnök hosszabb ideig működött Rimaszombatban.
Adorján Boldizsár az irodalomban is megörökítette nevét. Költeményeket írt, előbb a Parthenon zsebkönyvbe (1837), majd az Emlénybe és Nemzeti Almanachba (1840–42); dolgozott az Athenaeumba (1839–43.); a Regélő-, Pesti-Divatlap- és Életképekbe nemcsak verset írt, de novellákat is; az utóbbi divatlapban 1844-ben jelent meg Az elfelejtett nő című novellája Ivánfy Malvina álnév alatt. Visegrád című költői elbeszéléséből a Pesti Divatlap közölt részletet 1845-ben.
Már pataki diák korában jelentkezett költői tehetsége. Későbbi költeményei is a romantikus líra jegyében születtek. Vörösmarty nagy hatással volt rá. Az ő ajánlására jelölték Petőfit az 1845. május 28-ai Gömör vármegyei táblabíró választáson. Petőfit megválasztották, ez volt a költő egyetlen közéleti tisztsége.  Amikor 1840-ben Adorján Boldizsár Pestre került, Petőfi vezette be az írók társaságába, ahol Vörösmarty Mihálynak is jó barátja lett. Petőfi verset is írt hozzá: „Adorján Boldizsárhoz”, 1848-ban pedig egy meleg hangvételű levelet, amelyben az általa használt becenéven szólította meg: „Kedves ecsém, Trifunácz”.
Pest, január 6. 1848. Kedves ecsém, Trifunácz! Tanulj ezen versből, igen épületes dolgok vagynakbenne, s megjavulásodat azzal kezd, hogy firkancs valami hozzád méltót ezen emléklapra, a mi én hozzám szóljon, mert az enyém a lap, nem feleségemé. Aztán küldd el rögtön szinte postán és igy összegyüretlenül, jó vastag borítékban, hogy meg ne törődjék. Sed cito. Ha nem tudod a verset elolvasni, nem tehetek róla, késő éjjel irtam álmosan és gyorsan. Szeretetreméltó Rudinkat pedig kitelhetóképen csókold nyakon a nevemben. Isten és minden szentéi veletek ! .... őszinte barátod P. S.
Adorján Boldizsár emlékkönyvében az első oldalon található egy másik Petőfi vers: (A. B. emlékkönyvébe), a költő kézírásával. A vers Kisfaludon 1845. június 3-án kelt. Költői hitvallás, amely a költőtársnak és a barátnak szól. A költemény utolsó sorai szállóigévé váltak: „Légy büszke rá, hogy költőnek születtél.” Ugyanebben az albumban a 14. lapjárara írt egy négysoros verset Vörösmarty Mihály is. Az emlékkönyv sötétzöld bőrkötéses tokban lévő emléklapokból áll. A két költőn kívül a kor számos híres embere írt az emlékkönyvbe: Gaál József, a peleskei nótárius szerzője, Megyeri Károly, a híres színész, Erdélyi János, Kuthy Lajos, Nagy Ignác, Egressy Gábor, Vahot Imre, Czakó Zsigmond, Gorove István, Szigligeti Ede, báró Kemény Zsigmond. 
Adorján Boldizsár pesti tartózkodása idején ismerkedett meg Lemouton Emília írónővel, műfordítóval, akit 1850. április 27-én feleségül vett. 1867. július 13-án, halt meg korán, sorvasztó betegségben, Gortvakisfaludon. Síremléke gondozottan áll ma is a gortvai temetőben.

## Művei
Az Országos Levéltárban az  Adorján-Szeleczky családi levéltárban verseinek katalógusa és néhány írása kéziratban található: 
| - Szerelemdalok, - Emlékezés könnyeimre - Egy töredék alá - Oltárkép - Harcias időkből - Emlény - A halott - Haldokló honfi - Haldokló ifjú - A murányi vár romjai - Új Brutus - Kérelem - Hunnia népe - Kölcsey halálakor - Válóban - Egy fiatal hölgyhöz - Az ismeretlen nőhöz - Költői próza - Szózat Erdélyhez - Kupresz | - Gyötrődés - Búdalok - Emlékezés - Holdsugár - Az eltűnt szerelem után - Midőn ő búsult - Végelválás előtt - Égő szerelemvilág - Megnyugtatásul a kedvesnek - Emléklapra Petőfynek - Kisleány mulatsága - Á la Petőfy - Egy költő emlék könyvébe - Végszó - Az év végén dec. 28. 1842) - Tavaszkor - Ormós László emléke - Levél Pap Endréhez - A visegrádi apród - Hunyady János |